# Leipzig (tàu tuần dương Đức)
Leipzig là một tàu tuần dương hạng nhẹ của Hải quân Đức, là chiếc dẫn đầu trong lớp của nó vốn còn bao gồm tàu tuần dương Nürnberg, và là chiếc tàu chiến thứ tư của Đức được đặt tên theo thành phố Leipzig.

## Lịch sử hoạt động
Nó được chế tạo tại Wilhelmshaven, và được hạ thủy vào ngày 18 tháng 10 năm 1929. Trong cuộc Nội chiến Tây Ban Nha, Leipzig thực hiện nhiều chuyến tuần tra trong thành phần lực lượng phong tỏa hải quân quốc tế.
Vào ngày 13 tháng 12 năm 1939, trong khi bảo vệ cho các hoạt động rải mìn ngoài khơi bờ biển Bắc Hải của Anh Quốc, nó cùng với tàu chị em Nürnberg trúng phải ngư lôi phóng từ tàu ngầm Salmon của Hải quân Anh và bị hư hại nặng. Hai phòng nồi hơi bị phá hủy chỉ được phục hồi lại thành chỗ nghỉ cho thủy thủ, và Leipzig được cải biến thành một tàu huấn luyện. Nó được cho tái hoạt động vào ngày 1 tháng 12 năm 1940. Khi Đức Quốc xã tấn công Liên Xô vào tháng 6 năm 1941 (Chiến dịch "Barbarossa"), chiếc tàu tuần dương đã tham gia bắn phá các đảo Saaremaa và Hiiumaa trong vùng biển Baltic trước khi quay trở lại vai trò của một tàu huấn luyện.
Nó tiếp tục ở lại vùng biển Baltic, và vào ngày 15 tháng 10 năm 1944 đã mắc tai nạn khi bị chiếc tàu tuần dương hạng nặng Prinz Eugen húc phải phía giữa tàu trong hoàn cảnh thời tiết sương mù dày đặc. Hư hại nặng và hầu như không thể di chuyển, nó tiếp tục phục vụ như một tàu huấn luyện, trại lính và tàu phòng không. Đến tháng 3 năm 1945, nó nả pháo vào các đơn vị quân đội Xô Viết đang tiến quân gần Gdynia, nhưng sau đó được cho chuyển tới Aabenraa vào cuối tháng 3.
Khi Chiến tranh Thế giới thứ hai kết thúc, Leipzig đầu hàng lực lượng Anh, được cho chuyển đến Wilhelmshaven, và bị đánh đắm tại Bắc Hải cùng một chuyến hàng vũ khí hóa học trên tàu vào ngày 16 tháng 12 năm 1946.

## Những hình ảnh

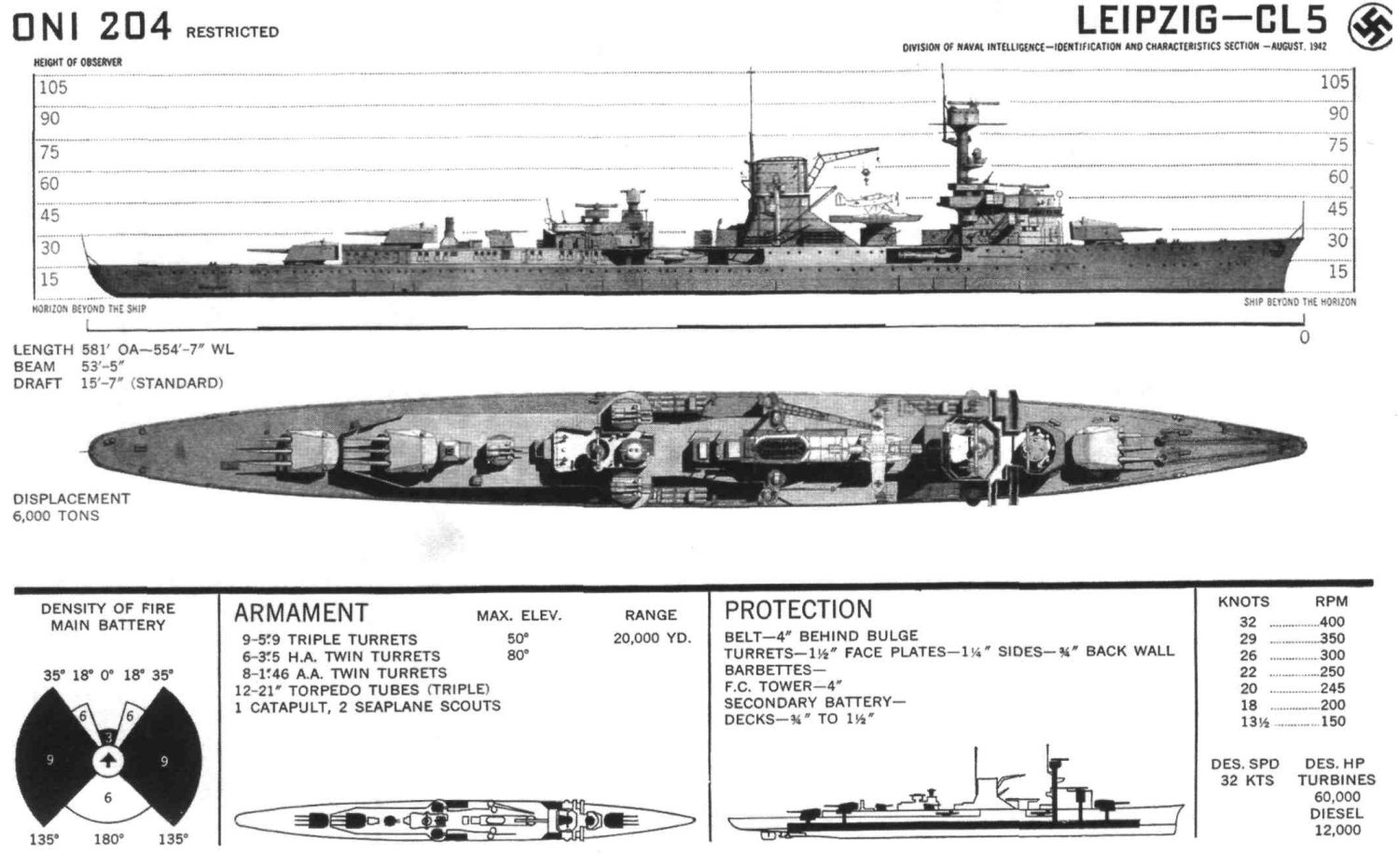
Sơ đồ nhận diện Leipzig
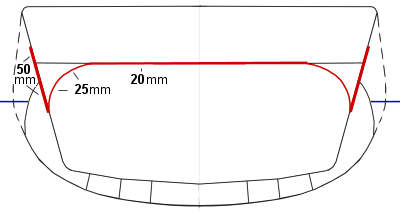
Tiết diện lườn chiếc Leipzig trình bày lớp vỏ giáp màu đỏ